# 马萨马格雷利
马萨马格雷利，是西班牙巴伦西亚自治区巴伦西亚省的一个市镇。总面积6平方公里，总人口13131人（2001年），人口密度2189人/平方公里。